# Menonvillea linearis
Menonvillea linearis är en korsblommig växtart som beskrevs av Dc. Menonvillea linearis ingår i släktet Menonvillea och familjen korsblommiga växter. Inga underarter finns listade i Catalogue of Life.